# Paseo de Lluís Companys

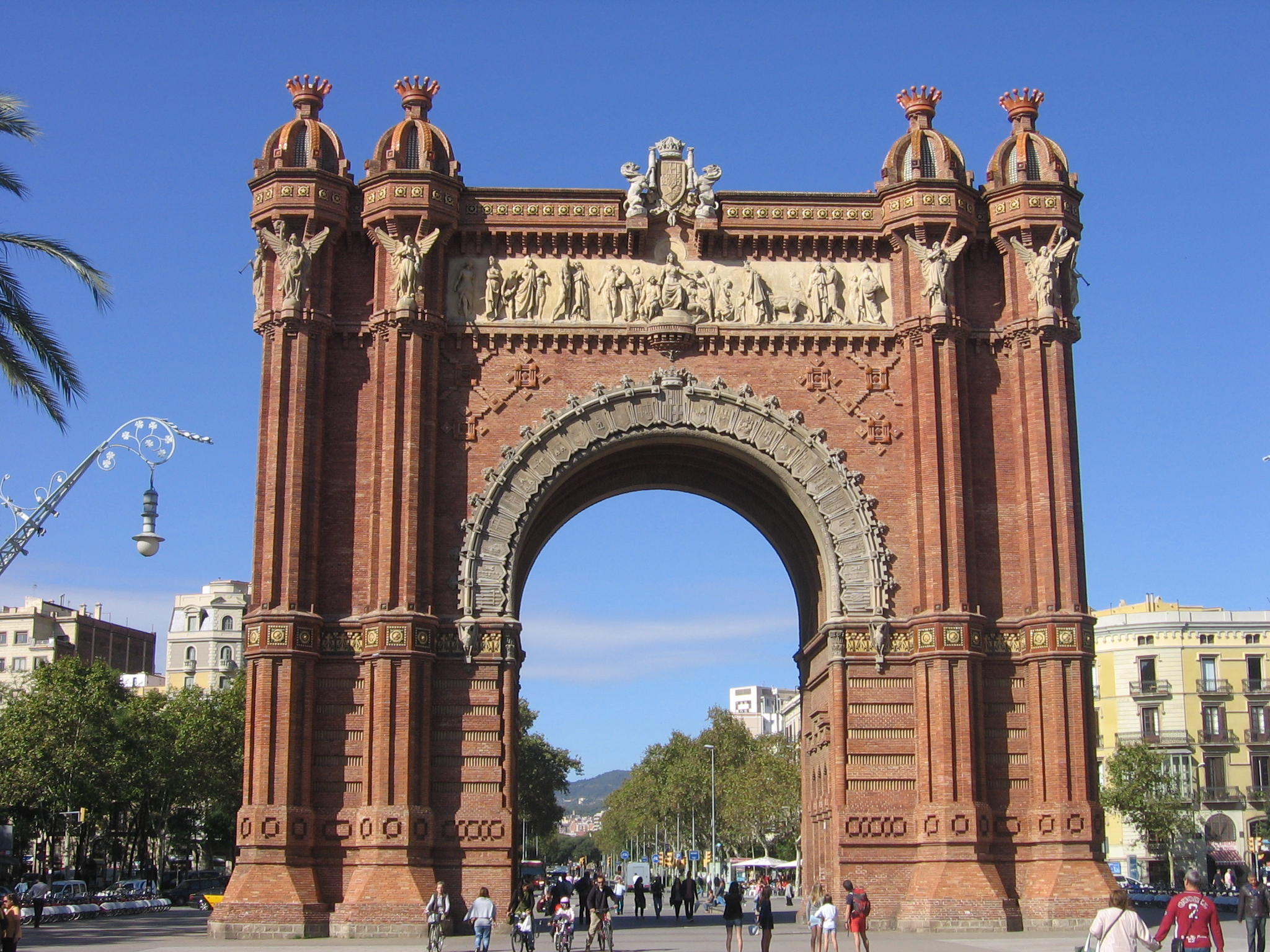
Arco de Triunfo, en la confluencia entre los paseos de San Juan y Lluís Companys.

El paseo de Lluís Companys (en catalán: passeig de Lluís Companys) se encuentra en Barcelona, dividido entre los distritos de Ciutat Vella y Ensanche. Es una extensión del paseo de San Juan —nombre que recibió por un tiempo—, pero debido a su mayor anchura fue rebautizado como Salón de San Juan (en catalán: Saló de Sant Joan), nombre por el que fue conocido hasta principios del siglo XX. Se encuentra entre la avenida de Vilanova y el paseo de Pujades —donde desemboca en el parque de la Ciudadela—, y está flanqueado por dos monumentos: el Arco de Triunfo y el monumento a Rius y Taulet.

## Nomenclatura
El paseo tenía la referencia n.º 35 en el Plan Cerdá. El 19 de diciembre de 1863 fue nombrado como paseo de San Juan, pero debido a su mayor anchura pasó a ser conocido como Salón de San Juan. Durante la Segunda República recibió el nombre de Fermín Galán, un militar español reconocido por su intervención en la Sublevación de Jaca; y, durante la dictadura franquista, fue rebautizado como Salón de Víctor Pradera, un político español ideólogo del carlismo. Por último, el 20 de diciembre de 1979 fue dedicado a Lluís Companys.
Lluís Companys i Jover (Tarrós, Lérida, 21 de junio de 1882-Barcelona, 15 de octubre de 1940) fue un político y abogado de ideología catalanista y republicana, líder de Esquerra Republicana de Catalunya y presidente de la Generalidad de Cataluña desde 1934 hasta 1940. Exiliado tras la Guerra Civil, fue capturado en Francia por la Gestapo, y entregado a la policía franquista. Fue sometido a un consejo de Guerra y finalmente fusilado en el castillo de Montjuic.

## Historia

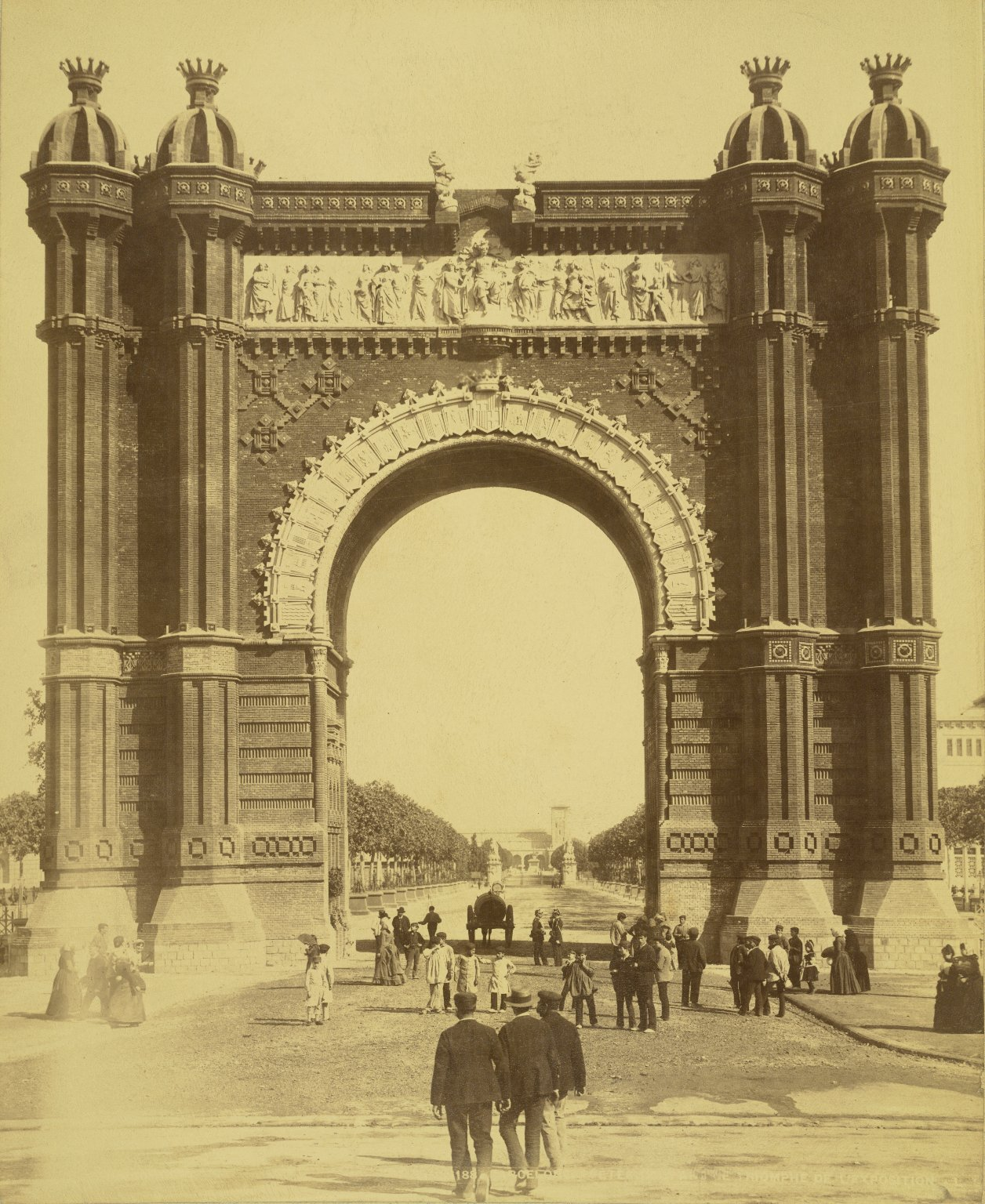
Foto histórica del Arco de Triunfo.

El paseo fue proyectado como recinto de entrada a la Exposición Universal de Barcelona de 1888. Era una larga avenida de 50 metros de ancho donde destacaban las balaustradas de hierro forjado, los mosaicos del pavimento y unas grandes farolas, todo ello diseñado por Pedro Falqués. A lo largo de este paseo se colocaron ocho grandes estatuas de bronce que representaban personajes ilustres de la historia de Cataluña: Wifredo el Velloso (obra de Venancio Vallmitjana), Roger de Lauria (de Josep Reynés), Bernat Desclot (Manuel Fuxá), Rafael Casanova (Rossend Nobas), Ramón Berenguer I (Josep Llimona), Pere Albert (Antoni Vilanova), Antonio Viladomat (Torquat Tasso) y Jaume Fabre (Pere Carbonell). En 1914 la estatua de Casanova fue trasladada a la Ronda de San Pedro —esquina Alí Bey— y sustituida por otra dedicada a Pau Claris, obra de Rafael Atché. Durante la Guerra Civil seis estatuas fueron retiradas, y solo quedaron en su ubicación original las de Roger de Lauria y Antonio Viladomat; cinco fueron fundidas en 1950 para confeccionar la imagen de la Virgen de la Merced de la basílica homónima, mientras que la de Pau Claris, guardada en un almacén municipal, fue reinstaurada en 1977.

## Arco de Triunfo
El Arco de Triunfo fue diseñado por José Vilaseca. De inspiración neomudéjar, tiene una altura de 30 metros,  y está decorado con una rica ornamentación escultórica, obra de diversos autores: Josep Reynés esculpió en el friso superior Barcelona recibe las naciones; Josep Llimona realizó en el reverso de la parte superior el Reparto de recompensas a los participantes de la Exposición; en el lado derecho Antoni Vilanova confeccionó las alegorías de la Industria, la Agricultura y el Comercio; en el izquierdo, Torquat Tasso elaboró las alegorías a las Ciencias y las Artes; por último, Manuel Fuxá y Pere Carbonell crearon cuatro esculturas femeninas, las Famas.

## Monumento a Rius y Taulet

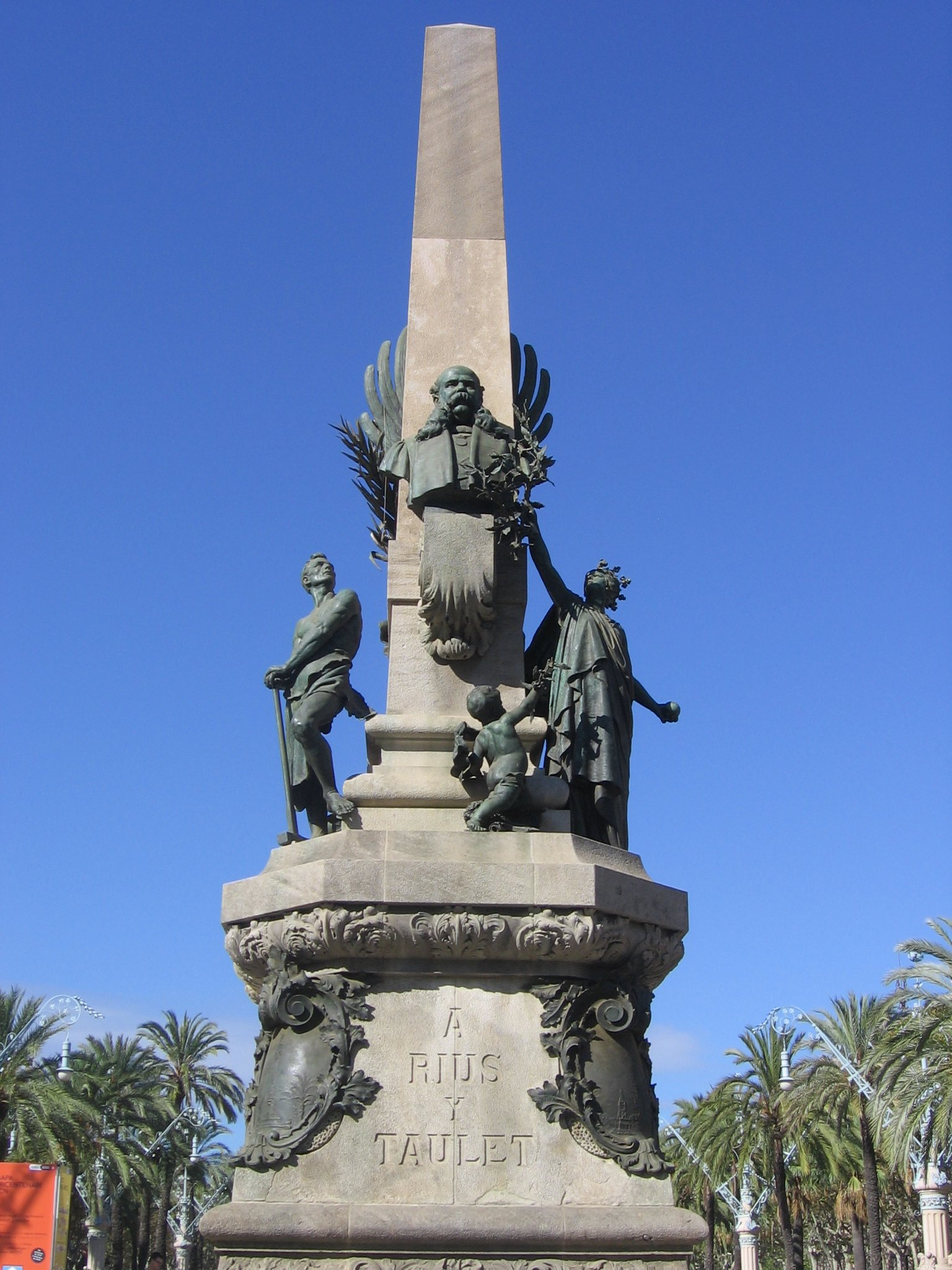
Monumento a Rius y Taulet (1897-1901).

Entre 1897 y 1901 se construyó al final del paseo, en la entrada al parque de la Ciudadela, el monumento a Rius y Taulet, que fue alcalde durante los años de la Exposición y uno de los principales impulsores del proyecto, obra del arquitecto Pedro Falqués y el escultor Manuel Fuxá; también intervino Eusebi Arnau, autor de la figura de Barcelona. El monumento consta de un pedestal, en cuyos cuatro costados figuran sendos escudos de bronce que representan cuatro de los principales proyectos impulsados por el alcalde: el parque de la Ciudadela, la Exposición Universal, el monumento a Colón y la Gran Vía de las Cortes Catalanas. De la base surge un obelisco donde figura el busto del alcalde, rodeado de dos figuras, una alegoría del Trabajo y otra de Barcelona, que le ofrece una rama de palma. En la parte posterior se encuentra una Fama alada, y hay también tres pequeños genios que simbolizan la Industria, la Ciencia y el Arte.

## Palacio de Justicia

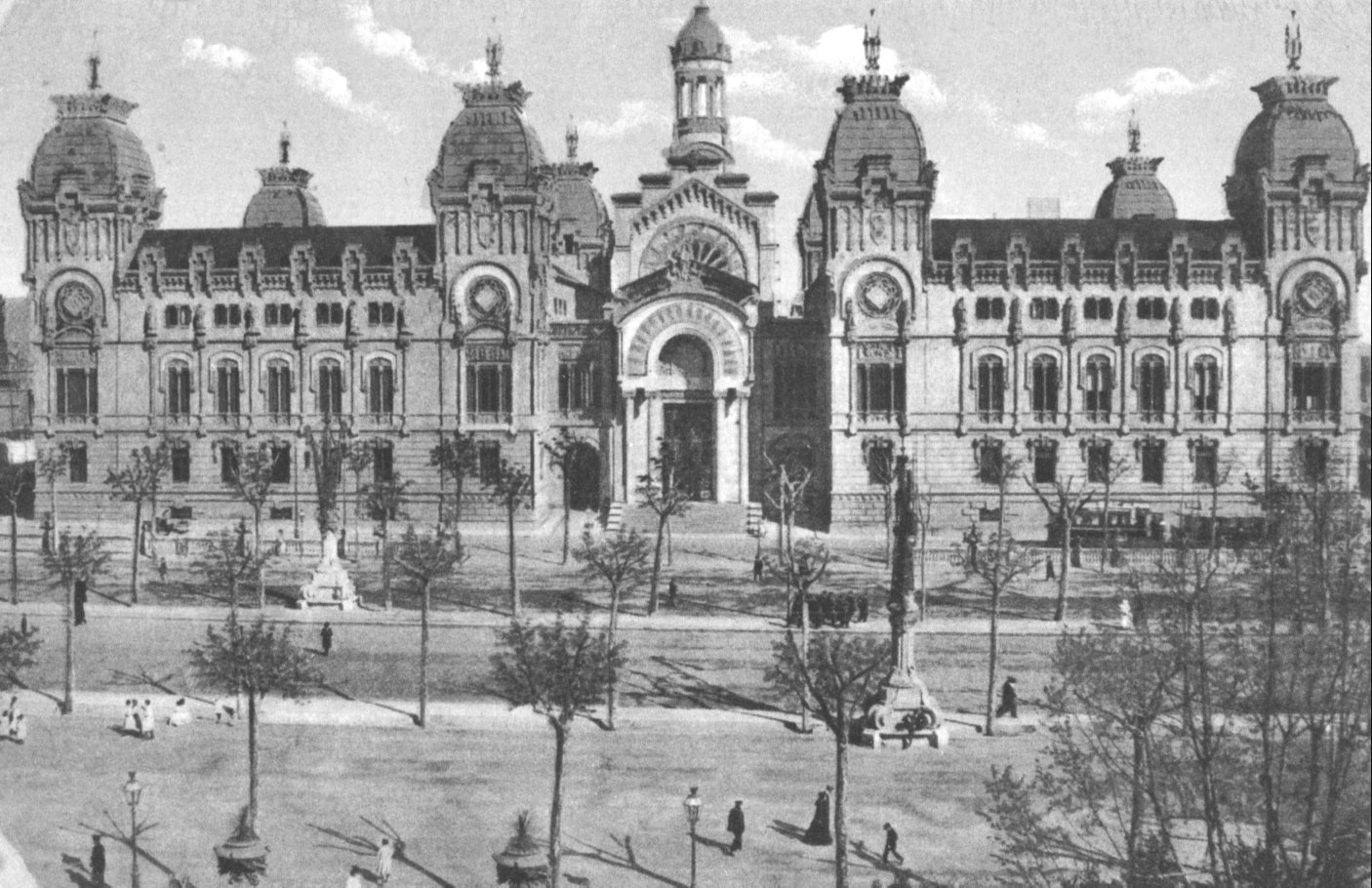
Palacio de Justicia de Barcelona.

El edificio más importante del paseo es el Palacio de Justicia de Barcelona (1888-1911), proyectado por Enric Sagnier y José Doménech y Estapá. Este palacio fue, después de la Universidad de Barcelona, uno de los primeros edificios públicos de la ciudad concebido con carácter monumental, en un solar aislado y a escala del nuevo Ensanche. El conjunto había de acoger la Audiencia de Barcelona y los juzgados municipales y de primera instancia de la capital. El edificio se compone de dos cuerpos cuadrangulares coronados por unas cúpulas peraltadas, a lado y lado de un cuerpo central. Los cuerpos laterales acogen las dependencias de los juzgados, mientras que el central contiene el acceso principal, la escalera de honor y las grandes dependencias públicas, donde destaca la Sala de los Pasos Perdidos, de 20 metros de altura, cubierta con un sistema de arcos de hierro, y decorada con pinturas murales de Josep Maria Sert. El palacio destaca por la gran cantidad de obra escultórica, en cuya realización intervinieron buena parte de los mejores escultores de la época: los hermanos Agapito y Venancio Vallmitjana, Eduard Alentorn, Rafael Atché, Miguel Blay, Pere Carbonell y Manuel Fuxá. El programa decorativo del exterior del palacio consta de 48 figuras relacionadas con el derecho, 22 relieves con temas jurídicos e históricos, un grupo (Moisés con las Tablas de la Ley) en el coronamiento del frontispicio, de Agustín Querol, y una gran figura de 4 metros que representa la Justicia, de Andreu Aleu. Fue también importante en el diseño del edificio la utilización del hierro, presente tanto en obras de forjado como en los espacios del cuerpo central, especialmente en la sala axial que divide el edificio en dos zonas.

## Transportes
Metro
- Estación de Arco de Triunfo - (L1)

Bus
- Línea H16 de la Red Ortogonal de Autobuses de Barcelona Pg. Zona Franca - Fòrum
- Línea 39 de TMB Barceloneta - Horta
- Línea 40 de TMB Port Vell - Trinitat Vella
- Línea 42 de TMB Pl Catalunya - Santa Coloma
- Línea 51 de TMB Pla de Palau - Ciutat Meridiana
- Línea B20 Barcelona (Rda. Sant Pere) - Badalona (B. Oliveres)
- Línea B25 Barcelona (Rda. Sant Pere) - Badalona (B. Pomar)